# Sergiu Sîrbu
Sergiu Sîrbu, uneori scris și Sârbu (născut Serghei Sîrbu; n. 15 septembrie 1960, Chișinău) este un fost fotbalist și actual antrenor de fotbal din Republica Moldova.
Pe data de 2 iulie 1991, el a jucat pentru echipa națională de fotbal a Moldovei în primul ei meci internațional, o înfrângere 2 la 4 în fața Georgiei. Acesta a fost și unicul său meci la echipa națională.

## Cariera de antrenor
- 1992–1993 – Zimbru Chișinău
- 1994–1995 – Torentul Chișinău (jucător-antrenor)
- 2003 – Zimbru Chișinău
- 2006–2007 – Iskra-Stali Rîbnița
- 2008–2009 – Iskra-Stali Rîbnița (secund)
- 2010 – Rapid Ghidighici
- 2011 – Rapid Ghidighici (secund)
- 2011–2012 – Zimbru Chișinău (secund)
- 2012 – Zimbru Chișinău (interimar)

## Palmares
Antrenor
Zimbru Chișinău
- Divizia Națională (3): 1992, 1992-1993, 1993-1994[5]